# 朱恕
朱恕（1501年—1583年），字光信，號樂齋，大豐縣草埝人。
少孤家貧，以採樵養母，安貧樂道，終身不仕。博學多才，後成為泰州學派王艮的嫡傳弟子。去世後葬於草堰東二里（今大豐縣草堰鄉）。有《朱樂齋、韓貞吾兩先生遺集》流傳於世。好學，奈何家貧不能遂願，只能於伐木時繞路至學堂窗邊旁聽。時王陽明弟子王艮正時此處授學，朱恕聽後便常常跑來旁聽，而王艮亦知道朱恕的存在，默許渠旁聽。某次，朱恕旁聽時，見有富家子弟不向學而打瞌睡，心裡難過，隨口說了一段順口溜：｢離山十里，柴在屋裡；離山一里，柴在山裡｣ ，王艮聽到，知道朱恕的用心，跑出去追朱恕回來，向在座學子曰：｢此子為吾新收之徒，雖家貧卻好學，爾等諸子必同此人般好學！｣而後其同窗在朱恕的影響下，各個皆好學，成為知書達禮的士子。